# Broadchurch
Broadchurch – brytyjski serial telewizyjny emitowany od 4 marca 2013 do 17 kwietnia 2017 roku przez sieć ITV, zaś w Polsce od 19 lipca 2015 do 19 kwietnia 2017 roku na kanale Ale Kino+.

## Fabuła

### Seria pierwsza
Akcja serialu rozgrywa się w fikcyjnym nadmorskim miasteczku Broadchurch na południu Anglii. Na plaży zostają znalezione zwłoki 11-letniego Danny'ego Latimera. Śledztwo w tej sprawie prowadzi nowy w mieście detektyw Alec Hardy i lokalna policjantka Ellie Miller. 

### Seria druga
Akcja tego sezonu koncentruje się na medialnym procesie zabójcy Danny'ego Latimera. Poza tym Alec Hardy przy pomocy Ellie Miller próbuje rozwiązać sprawę z przeszłości, która nie daje mu spokoju, zrujnowała jego zdrowie i życie prywatne. 

### Seria trzecia
Ellie i Alec prowadzą śledztwo w sprawie gwałtu na Trish Winterman, mieszkance Broadchurch w średnim wieku. Kobieta nie potrafi zidentyfikować sprawcy, a sprawa jest tym trudniejsza, że do napaści doszło na przyjęciu, w którym uczestniczyło wielu mężczyzn. W tle śledztwa rozgrywa się historia rodziny Latimerów, która po kilku latach od śmierci Danny'ego wciąż nie otrząsnęła się z tej straty.

## Obsada
- David Tennant: Alec Hardy
- Olivia Colman: Ellie Miller
- Jodie Whittaker: Beth Latimer
- Andrew Buchan: Mark Latimer
- Adam Wilson: Tom Miller
- Charlotte Beaumont: Chloe Latimer
- Jonathan Bailey: Olli Stevens
- Arthur Darvill: wielebny Paul Coates
- Matthew Gravelle: Joe Miller
- Carolyn Pickles: Maggie Radcliff
- Pauline Quirke: Susan Wright
- Joe Sims: Nigel Carter
- Susan Brown: Liz Roper
- Charlotte Rampling: Jocelyn Knight
- Marianne Jean-Baptiste: Sharon Bishop
- Shaun Dooley: Ricky Gillespie
- Eve Myles: Claire Ripley
- James D'Arcy: Lee Ashworth
- Julie Hesmondhalgh: Patricia Winterman
- Georgina Campbel: Katie Harford

## Serie
| Seria | Odcinki | Emisja w Wielkiej Brytanii      | Emisja w Polsce                  |
| ----- | ------- | ------------------------------- | -------------------------------- |
| 1     | 1–8     | 4 marca 2013–22 kwietnia 2013   | 19 lipca 2015–9 sierpnia 2015    |
| 2     | 9–16    | 5 stycznia 2015–23 lutego 2015  | 16 sierpnia 2015–6 września 2015 |
| 3     | 17–24   | 27 lutego 2017–17 kwietnia 2017 | 5 kwietnia 2017–19 kwietnia 2017 |

## Nagrody
Broadchurch otrzymał wiele nagród, w tym telewizyjne nagrody BAFTA w 2014 roku w kategorii "najlepszy serial dramatyczny", "najlepsza aktorka" (Olivia Colman), najlepszy aktor drugoplanowy (David Bradley) i "najlepsza oryginalna muzyka telewizyjna" (Ólafur Arnalds).

## Adaptacje
Na podstawie Broadchurch powstały dwa seriale: 10-odcinkowy amerykański Gracepoint, wyemitowany przez stację Fox w 2014 roku, i 8-odcinkowy francuski Malaterra, wyświetlony przez France 2 w 2015 roku.